# Eupithecia litoris
Euphitecia litoris es una especie de polilla de la familia Geometridae. La especie fue descrita por primera vez por James Halliday McDunnough habiendo sido descrita en 1946, con distribución descrita especialmente en la costa de California. El holotipo de la especie, un espécimen femenino, fue descrito en los alrededores de Riverside.

## Descripción
Las antenas son delgadas y ligeramente anulares, débilmente ciliadas. Los palpos son bastante cortos, proyectandose solo un poco más allá de la frente y son de color gris oscuro. La cabeza y el tórax son de color gris. Las alas anteriores son de color gris oscuro, bastante brillantes, con leve maculación. La mitad inferior de la costa muestra varias manchas ahumadas oscuras.